# Educación en Novi Sad
La educación en Novi Sad comprende todas las actividades dedicadas al sector educativo en la ciudad de Novi Sad, capital de la provincia de Voivodina y uno de los principales centros económicos, comerciales y económicos de Serbia.

## Generalidades
La mayor institución educativa de la ciudad es la Universidad de Novi Sad con cerca de 38.000 alumnos y una planta de 2.700 personas. Se fundó en 1960 en Novi Sad con moderno campus. En la ciudad hay 36 escuelas de primaria, de las cuales tres son especializadas, con 26 000 estudiantes. El sistema de bachillerato consiste en cuatro escuelas vocacionales y un gimnasio con cerca de 18.000 estudiantes.